# Partito Nazionale Conservatore Romeno
Il Partito Nazionale Conservatore Romeno (in romeno Partidul Național Conservator Român, PNCR) è un partito politico rumeno di destra, fondato nel 2023.
Nel 2024 ha partecipato alle elezioni europee in coalizione con l'Alleanza per l'Unione dei Romeni. Il suo presidente, Cristian Terheș, è quindi stato eletto europarlamentare.

## Storia
Il partito si è iscritto al registro dei partiti politici il 4 ottobre 2023, mentre il tribunale di Bucarest ne ha approvato la registrazione il 7 novembre 2023. Uno dei membri fondatori era Petre Cristian Bărnuțiu, presentato dal partito come un discendente di Simion Bărnuțiu, l'ideologo del movimento rivoluzionario del 1848 in Transilvania.
Il 1º dicembre 2023 si è iscritto al PNCR l'europarlamentare Cristian Terheș, in precedenza membro del PSD e del PNȚCD. Il 10 dicembre, in occasione di un congresso tenutosi a Zalău, Terheș ne è stato nominato presidente. In fase di elezione questi ha dichiarato: «Sono onorato di essere eletto presidente del PNCR e di contribuire alla promozione e alla difesa degli interessi materiali e spirituali della nazione rumena. Contro gli attacchi neomarxisti globalisti che vogliono la trasformare l'Unione europea, da un'unione di stati sovrani, in un impero guidato da Bruxelles da burocrati non eletti, la soluzione è la difesa dei valori nazionali».
Il partito è quindi diventato membro del Movimento Politico Cristiano Europeo e grazie a Terheș ha partecipato al Gruppo dei Conservatori e dei Riformisti Europei al parlamento europeo.
Il 14 dicembre 2023 il PNCR ha aderito al "Polo sovranista" promosso dall'Alleanza per l'Unione dei Romeni (AUR) di George Simion, mentre in base ad un accordo tra i due partiti Terheș sarebbe stato capolista della coalizione alle elezioni europee del 2024.
Alle elezioni del 9 giugno 2024 l'alleanza ha ottenuto sei seggi e Terheș ha conseguito la rielezione.
Nell'agosto 2024 il PNCR ha annunciato l'assorbimento di due partiti minori, Alianța Renașterea Națională di Gheorghe Noane e Partito Alternativa Giusta di Adela Mîrza. Quest'ultimo tuttavia ha rinunciato alla fusione dopo l'iscrizione al PNCR dell'ex primo ministro Viorica Dăncilă. Nello stesso mese Terheș ha inoltre dichiarato che il partito avrebbe proposto un proprio candidato di orientamento conservatore e pro-occidentale alla presidenza della Romania nel 2024. Per tale decisione è stato criticato dagli alleati dell'AUR, che temevano per la dispersione del voto sovranista. Il PNCR ha quindi confermato la volontà di concorrere individualmente alle elezioni parlamentari e presidenziali.
Alle elezioni per la presidenza della Romania del 24 novembre 2024 Terheș ha conseguito l'1% dei voti. In seguito allo scrutinio il presidente del PNCR ha presentato un esposto alla Corte costituzionale contro il candidato dell'Unione Salvate la Romania, Elena Lasconi, ritenuta colpevole di aver violato le norme sul silenzio elettorale prima della chiusura delle urne nelle sezioni estere. I giudici hanno quindi disposto il riconteggio di tutte le schede. Le elezioni sono state successivamente annullate per presunte ingerenze da parte di stati stranieri.
Alle elezioni parlamentari del 1º dicembre 2024 il PNCR ha ottenuto lo 0,5% dei voti.

## Ideologia
Il partito afferma di voler promuovere la difesa e l'affermazione dei valori conservatori, costituzionali e nazionali rumeni, sia in Romania, che sul piano esterno, oltre che la sovranità, l'integrità e l'unità nazionale. Dichiara inoltre di basarsi sulla dottrina cristiano-democratica e nazional-conservatrice e di difendere la supremazia della Costituzione, i valori cristiani e l'economia di mercato.
In base al programma del PNCR è necessaria una Romania forte nel quadro di un'Unione europea composta da nazioni sovrane che possano assicurare la pace in Europa.
In passato il presidente del partito Cristian Terheș si era opposto alle politiche di lockdown, alla campagna di vaccinazione contro la COVID-19 e all'accoglimento dei rifugiati ucraini nel contesto dell'invasione russa dell'Ucraina del 2022.

## Risultati elettorali
| Elezione          | Elezione     | Voti      | %     | Seggi   |
| ----------------- | ------------ | --------- | ----- | ------- |
| Europee 2024      | Europee 2024 | 1.334.845 | 14,93 | 1 / 33  |
| Parlamentari 2024 | Camera       | 45.687    | 0,49  | 0 / 331 |
| Parlamentari 2024 | Senato       | 50.287    | 0,54  | 0 / 136 |
| 1.                |              |           |       |         |